# Conant King
Conant Meigs "Con" King, també conegut com a Charles King (Senatobia, Mississipi, 10 de desembre de 1880 - Fort Worth, Texas, 19 de febrer de 1958) va ser un atleta estatunidenc, especialista en els salts que va competir a cavall del segle xix i el segle xx.
El 1904 va prendre part en els Jocs Olímpics de Saint Louis, on guanyà dues medalles de plata en les proves del salt de llargada aturat i triple salt aturat del programa d'atletisme, quedant en ambdós casos rere Ray Ewry, gran dominador dels salts aturats.